# Мальцевское сельское поселение (Сычёвский район)
Ма́льцевское се́льское поселе́ние — муниципальное образование в составе Сычёвского района Смоленской области России.
Административный центр — деревня Мальцево.

## Географические данные
- Расположение: центральная часть Сычёвского района
- Граничит:
  - на северо-востоке — с Никольским сельским поселением
  - на востоке — с Субботниковским сельским поселением
  - на юго-востоке — с Суторминским сельским поселением
  - на юге — с Дугинским сельским поселением
  - на юго-западе — с Лукинским сельским поселением
  - на западе — с  Сычёвским городским поселением и Караваевским сельским поселением
  - на северо-западе — с  Вараксинским сельским поселением
- По территории поселения проходит автомобильная дорога   Р134 «Старая Смоленская дорога» Смоленск — Дорогобуж — Вязьма — Зубцов.
- По территории поселения проходит железная дорога    Ржев — Вязьма, имеются станции: о.п. 191-й км, Помельница.
- Крупные реки: Вазуза, Яблоня, Касня, Лосьмина.

## История
Образовано Законом Смоленской области от 20 декабря 2004 года. Законом Смоленской области от 28 мая 2015 года в Мальцевское сельское поселение были включены все населённые пункты упразднённого Лукинского сельского поселения.

## Население
| 2011  | 2012  | 2013  | 2014  | 2015 | 2016  | 2017  |
| ----- | ----- | ----- | ----- | ---- | ----- | ----- |
| 784   | ↘773  | ↘771  | ↘755  | ↘738 | ↗1238 | ↘1215 |
| 2018  | 2019  | 2020  | 2021  |      |       |       |
| ↘1201 | ↘1164 | ↘1124 | ↘1090 |      |       |       |

## Населённые пункты
В состав сельского поселения входит 23 населённых пункта:
| №  | Населённый пункт | Тип     | Население |
| -- | ---------------- | ------- | --------- |
| 1  | Артемово         | деревня | 6         |
| 2  | Боброво          | деревня | 12        |
| 3  | Борщевка         | деревня | 2         |
| 4  | Бурцево          | деревня | 113       |
| 5  | Глинное          | деревня | 0         |
| 6  | Елманово         | деревня | 106       |
| 7  | Журавлево        | деревня | 10        |
| 8  | Жучки            | деревня | 3         |
| 9  | Забелино         | деревня | 8         |
| 10 | Капустино        | деревня | 1         |
| 11 | Каурово          | деревня | 2         |
| 12 | Кобозево         | деревня | 13        |
| 13 | Конопатино       | деревня | 1         |
| 14 | Ломосово         | деревня | 0         |
| 15 | Лукино           | деревня | 242       |
| 16 | Малое Яковцево   | деревня | 125       |
| 17 | Мальцево         | деревня | 633       |
| 18 | Новое Яковцево   | деревня | 7         |
| 19 | Ольховцы         | деревня | 160       |
| 20 | Симоновка        | деревня | 0         |
| 21 | Соколово         | деревня | 44        |
| 22 | Устье            | деревня | 14        |
| 23 | Юшино            | деревня | 213       |